# Тетовско-Гостиварско благотворително братство
Тетовско-Гостиварското благотворително братство „Кирил Пейчинович“ е патриотична и благотворителна обществена организация на македонски българи от региона на Тетово и Гостивар, съществувала в българската столица София от началото на XX век.

## История
Дружеството е основано в началото на XX век в София. През Балканските войни доброволци от братството се включват в Четвърта битолска дружина на Македоно-одринското опълчение.
На Учредителния събор на македонските бежански братства от 28 ноември 1918 година до 1 януари 1919 година делегати от братството са Петър Станков и Тодор Геров.
На 12 ноември 1922 година 30 души възстановяват братството, приемат устав и избират ново ръководство в състав Петър Станков (председател), Страхил Костов (подпредседател) и Паскал Яковчев (секретар). Патрон на братството е Кирил Пейчинович, а годишният му празник се отбелязва на 15 август – Успение Богородично.
Делегати от Тетовско-Гостиварското братство на обединителния конгрес на СМЕО и МФРО от януари 1923 година са Блаже Костов, Петър Станков и Страхил Костов.
В средата на 1924 година братството си избира настоятелство в състав Иван Михаилов (председател), Блаже К. Апостолов (подпредседател), Александър П. Симов (секретар), Борис Спасов (касиер) и съветници Михаил Арнаудов, Ив. Яковчев и Атанас Аврамов. На 15 март 1925 година братството си избира настоятелство в състав Иван Михайлов (председател), Атанас Албански (подпредседател), Александър Попсимов (секретар), Атанас Аврамов (касиер) и съветници Страхил Костов, Паскал Яковчев и Борис Атанасов. В контролната комисия са Борис Иванов, Никола Благоев и Ецо Илчев. На 21 февруари 1926 година е избрано ново настоятелство в състав Иван Михайлов (председател), Тодор Геров (подпредседател), Александър П. Симов (секретар), Ат. Аврамов (касиер) и съветници Блаже Апостолов, Христо Благоев и Блаже Търнев.
През 1936 година в управителното му тяло влизат Спас Несторов Благоев, Спас Спиров Николов, Сребро Д. Стоянов, Бюлюл Янков Иванов, Стоян Несторов Мисирски, Ецо (Евстати) Илчо Грунев, Симеон Крайчев, Атанас Несторов Аврамов и Любомир Захариев Новев. През 1938 година в ново ръководство са избрани Сребро Димитров Стоянов (председател), Блаже Алексов Манолов (подпредседател), Димитър Анушев Илиев (секретар), Божил Иванов Петров (касиер) и Кръстю Петров Исайлов (съветник). В контролната комисия са Кузман Димитров Крайчев (председател), Христо Благоев Несторов и Григор Атанасов Гаврилов са членове.
През 1941 година председател на братството е Сребро Стоянов.